# Соловьёв, Сергей Анатольевич
Серге́й Анато́льевич Соловьёв (родился 1 мая 1961, Ленинград, РСФСР, СССР) — российский политический деятель, член партии «Единая Россия», депутат Государственной думы VIII созыва с 2021 года.

## Биография
Сергей Соловьёв родился в 1961 году в Ленинграде в семье офицера-пограничника и экономиста. В 1978 году он окончил школу в Сестрорецке, поступил в Ленинградское высшее военно-политическое училище МВД СССР. По окончании училища стал офицером, служил в закрытом городе Красноярск-26, в дивизии внутренних войск в Новосибирске. В 1985 году начал работать в Калининском райкоме комсомола инструктором идеологического отдела. В 1992—1997 годах работал в коммерческих структурах. В 1997 году окончил Санкт-Петербургский государственный университет экономики и финансов по специальности «Финансы и кредит», в 2007 году защитил кандидатскую диссертацию по экономике на тему «Организационный механизм совершенствования местного самоуправления в крупном городе». Занимает должность доцента в Санкт-Петербургском экономическом университете.
В 2000 году Соловьёв был избран депутатом муниципального совета Сенного округа Адмиралтейского района Санкт-Петербурга. Он стал председателем совета и главой округа. В 2007, 2011 и 2016 годах избирался депутатом Законодательного собрания Санкт-Петербурга, с 2016 года был вице-спикером. В 2021 году был избран депутатом Государственной думы VIII созыва. Женат, воспитывает двух дочерей.
Из-за вторжения России на Украину Соловьёв находится под санкциями Евросоюза, США, Великобритании и ряда других стран.
Соловьёв награждён медалью ордена «За заслуги перед Отечеством» II степени, знаком отличия «За заслуги перед Санкт-Петербургом», медалью «В память 300-летия Санкт-Петербурга», медалью «200 лет МВД России».